# Molophilus (Molophilus) femoratus
Molophilus (Molophilus) femoratus is een tweevleugelige uit de familie steltmuggen (Limoniidae). De soort komt voor in het Australaziatisch gebied.